# Fundacja Studentów i Absolwentów AGH Academica
Fundacja Studentów i Absolwentów AGH w Krakowie ACADEMICA – ufundowana przez Akademię Górniczo–Hutniczą notarialnym aktem ustanowienia podpisanym 11 sierpnia 2000 roku przez rektora Akademii Górniczo–Hutniczej prof. Ryszarda Tadeusiewicza. Po zarejestrowaniu przez Sąd w grudniu tego samego roku Fundacja rozpoczęła działalność.
Jej powstanie było efektem wysiłku Uczelnianej Rady Samorządu Studentów oraz Prorektora ds. Kształcenia AGH prof. Bronisława Barchańskiego, dążących do powołania instytucji mającej na celu wspieranie działalności studenckiej. Działalność Fundacji rozpoczęła się od zarządzania czterema klubami studenckimi: Zaścianek, Filutek, Karlik, Gwarek oraz stołówką studencką.
Władze Uczelni powierzyły w 2004 roku w zarządzanie zaniedbany, cieszący się złą sławą, ale największy w Krakowie i doskonale zlokalizowany klub przy ulicy Budryka 4. Po generalnym remoncie trwającym ponad rok, sfinansowanym głównie ze środków pozyskanych od sponsorów, Fundacja rozpoczęła działalność w nowo utworzonym Akademickim Centrum Kultury Klub Studio. W kolejnych latach udało się przeprowadzić remonty kapitalne wszystkich pozostałych klubów. Wciąż urozmaicany jest proponowany przez kluby program kulturalny oraz oferta gastronomiczna.

## Cele statutowe
- działanie na rzecz poprawy kultury fizycznej studentów i absolwentów AGH;
- wspomaganie i promocja inicjatyw naukowych studentów i absolwentów AGH w kraju i za granicą;
- wspomaganie zaspokajania potrzeb socjalno-bytowych i kulturalno-oświatowych studentów;
- inspirowanie, organizowanie, promowanie i rozpowszechnianie kultury studenckiej.

## Struktura fundacji
Fundacja Studentów i Absolwentów Akademii Górniczo-Hutniczej w Krakowie ACADEMICA została ustanowiona i ufundowana przez Akademię Górniczo-Hutniczą w Krakowie. W ramach jej struktury przewidziano Radę Fundacji, Zarząd Fundacji oraz Komisję Rewizyjną. Akademia Górniczo-Hutnicza jest fundatorem Fundacji, pod którą podlegają Kluby Studenckie, minibrowar restauracyjny, restauracje, studio muzyczne oraz festiwale.

### Rada Fundacji
Organ stanowiący Fundacji, składający się z 12 członków powoływanych przez JM Rektora AGH. W skład Rady wchodzą:
- Przewodniczący: Prorektor ds. Studenckich
- Prorektor ds. Ogólnych
- Prezes Stowarzyszenia Wychowanków AGH
- Przewodniczący Senackiej Komisji ds. Kształcenia i Studenckich
- Przewodniczący Klubu Uczelnianego AZS AGH
- Przewodniczący Samorządu Studentów AGH
- 3 pracowników AGH proponowanych przez przewodniczącego Rady
- 3 studentów proponowanych przez Samorząd Studentów

### Zarząd Fundacji
Zarząd Fundacji to 3-osobowy organ wykonawczy powoływany przez Radę Fundacji. Fundacja do realizacji zadań statutowych zatrudnia około 30 pracowników w pełnym wymiarze czasu pracy oraz nawet do 500 osób (w tym w większości studentów) w ciągu roku.

## Projekty

### Kulturalne
Realizowane przez Fundację przy współpracy ze środowiskiem studenckim.
- Juwenalia Krakowskie – największy studencki krakowski festiwal muzyczny.
- Juwenalia AGH – muzyczna plaża na Miasteczku Studenckim AGH.
- Festiwal Synestezje. Muzyka. Plastyka. Słowo. – interdyscyplinarny festiwal sztuki.
- Campus AGH – obóz adaptacyjny dla studentów pierwszego roku.
- wzROCKowisko – cykl spotkań prezentujący najważniejsze koncerty w historii.
- Kino AGH – organizowane przez Centrum Mediów AGH pokazy filmowe.
- Muzyczne Pogwarki – muzyka w cotygodniowych, nieodpłatnych koncertach.
- Scena Pod Górniczą Lampą – cykl koncertów z podróżą do przeszłości.
- Studio Kabaretu – nieodpłatne spotkania z młodymi twórcami oraz występy znanych osób.

### Naukowe
Projekty, w których Fundacja okazuje między innymi pomoc w obsłudze prawno-finansowej.
- KrakSat – projekt wysłania satelity badawczego w kosmos.
- Koło Naukowe EESTEC – Hacknarök, EESTech Challenge, Soft Skills Academy.
- KomPlasTech – Conference on Computer Methods in Materials Technology.
- SFI – Studencki Festiwal Informatyczny
- Koło Naukowe INTEGRA – Festiwal Robotyki ROBOCOMP
- Koło Naukowe Fizyków Medycznych KERMA – Ogólnopolska Studencka Konferencja „Fizyka dla Medyka”.
- TEDx AGHUniversity – Konferencja oparta na formacie TED.

### Wspomagające
Różnorodne zadania realizowane przez Fundację.
- Browar Górniczo-Hutniczy SA – powołanie spółki akcyjnej oraz emisja akcji celem zakupu nowoczesnej linii produkcyjnej do Klubu Studio[2].
- Bluzy AGH – obsługa sklepu internetowego z oficjalną Bluzą AGH[3].
- Małopolska Tour – realizacja nagłośnienia wydarzeń scenicznych: klubowych i plenerowych na bazie nowoczesnego sprzętu[4].
- Elektroakustyka – fundacja realizuje nagłośnienie wydarzeń scenicznych klubowych i plenerowych na bazie zakupionego sprzętu.
- Gastronomia – realizacja obsługi gastronomicznej wydarzeń od poczęstunków po imprezy masowe.